# Syama Jataka

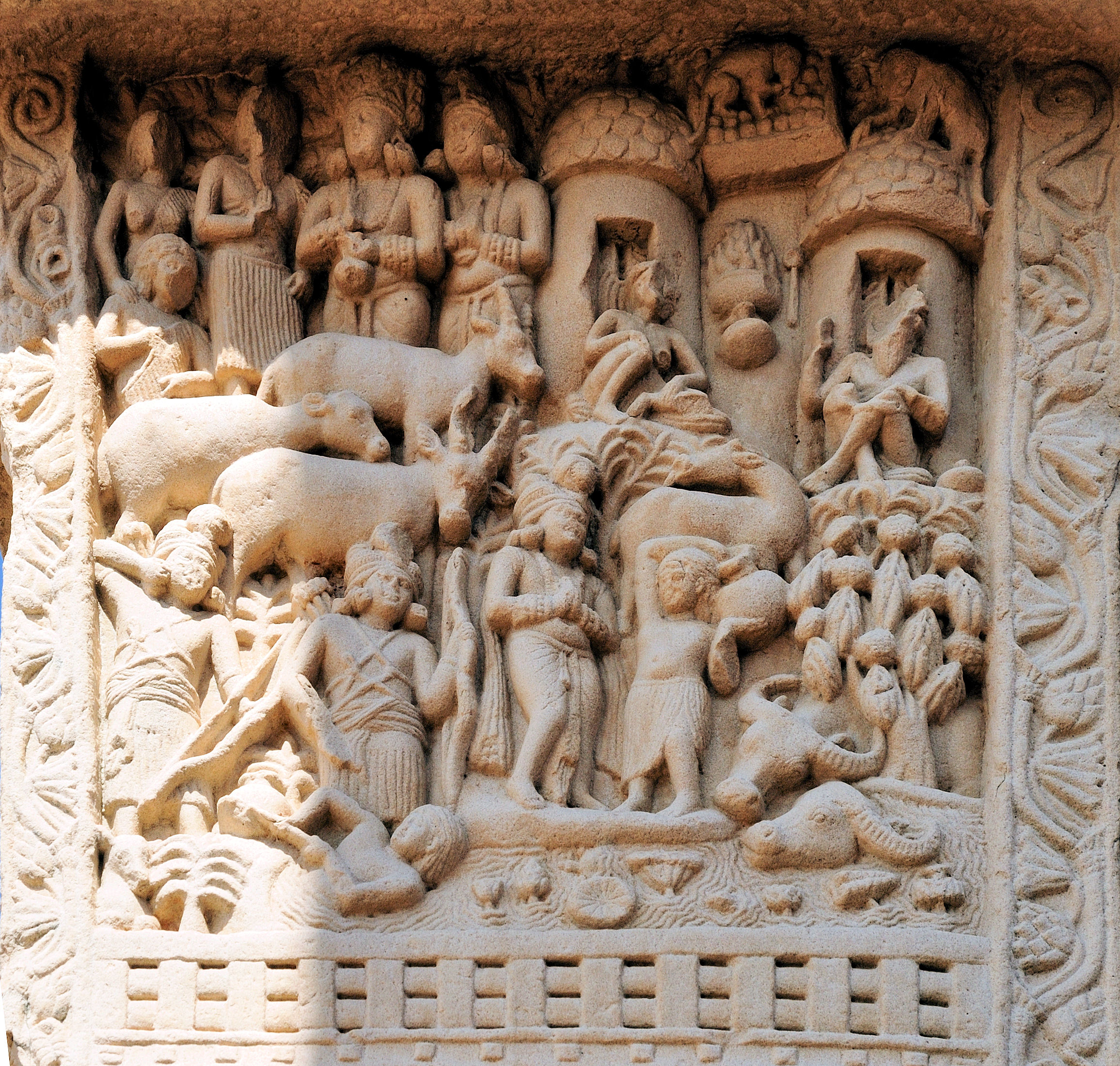
Syama Jataka, pannello nella porta occidentale dello Stupa n. 1 a Sanchi

Il Syama Jataka o Sama Jataka è uno dei racconti Jataka o storie delle vite precedenti del Buddha, una delle "Dieci grandi storie di nascita del Buddha" o Mahanipata Jataka, quando era ancora un Bodhisattva.

## Storia
Syama, il Buddha in una vita precedente, era l'unico figlio di un eremita cieco e di sua moglie, che dipendevano interamente da lui per il sostentamento. Soddisfaceva le loro necessità con grande devozione in un esempio di pietà filiale.
Un giorno, Syama andò ad attingere acqua al fiume e venne colpito da una freccia dal re di Benares, che era a caccia. A causa della penitenza del re e del dolore dei suoi genitori, Indra intervenne permettendo a Syama di guarire e restituendo la vista ai suoi genitori.

## Somiglianza con la storia di Shravana nell'epico Ramayana
La storia di Syama è molto simile alla storia di Shravana nel poema epico sanscrito Ramayana. La storia di Shravana parla di un figlio pio che si prende cura dei suoi genitori ciechi, che viene ucciso da un re cacciatore mentre va a prendere l'acqua. Ma i finali sono diversi, nella storia di Shravana, il re viene maledetto dai genitori ciechi che hanno perso il figlio e funge da retroscena per la causa dell'esilio e del viaggio del figlio del re Rama, il poema epico Ramayana, mentre nella storia di Syama c'è l'intervento di Indra, la rinascita di Syama e il ripristino della vista dei suoi genitori. Basandosi sulle date dei racconti, Ramayana e Jataka, e sulla narrativa molto simile, è possibile che Syama Jataka sia stato ispirato dalla storia di Shravana.

## Rilievi Sanchi

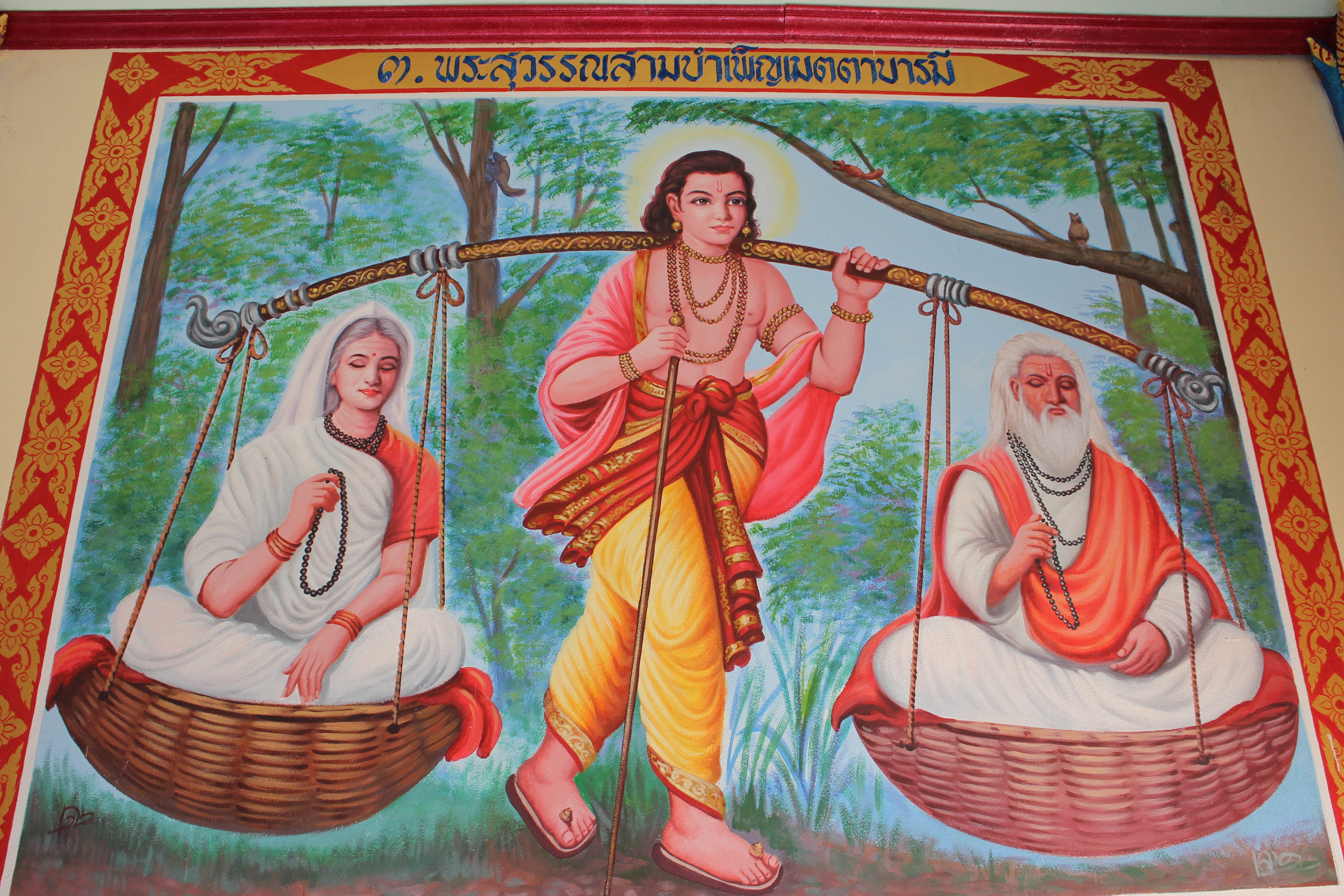
Sama si prende cura dei suoi genitori ciechi. Una pittura moderna dalla Thailandia.

I Jataka appaiono su un rilievo a Sanchi, Stupa n. 1, Porta occidentale. Nell'angolo superiore destro della tavola sono i due eremi con il padre e la madre seduti di fronte. Sotto di loro il figlio Syama sta tornando dopo essere andato ad attingere acqua dal ruscello.
Poi, a sinistra, c'è la figura del Re ripetuta tre volte, prima che lancia la freccia al ragazzo nell'acqua, poi con l'arco in mano, poi in piedi penitente con arco e freccia abbandonati e nell'angolo in alto a sinistra sono il padre, la madre e il figlio guariti, e al loro fianco il dio Indra e il re.